# Summer Music (Bax)
Pour les articles homonymes, voir Summer Music.
Summer Music est un poème symphonique du compositeur britannique Arnold Bax, composé en 1921.

## Contexte
Lorsque Arnold Bax en vient à écrire Summer Music, sa réputation s'était considérablement accrue, en partie grâce à une série de poèmes colorés dont The Garden of Fand et Tintagel sont les plus connus. Summer Music, destinée à un petit orchestre, est écrite à Londres au printemps 1921 et révisée pour être publiée en 1932 avec une dédicace à Thomas Beecham. Arnold Bax l'a d'abord appelée « Idyll », mais il décide plus tard qu'il y avait déjà trop de pièces de musique anglaise portant ce titre et opte plutôt pour quelque chose de plus évocateur.

## Analyse
Toujours laconique dans la description de sa propre musique, il écrit dans une note de programme que « la pièce, une description musicale d'un midi de juin chaud et sans vent dans un endroit boisé du sud de l'Angleterre, est lyrique de bout en bout. Pendant la plus grande partie de l'œuvre, les cordes sont occupées à accompagner d'un murmure les rêveries pastorales des divers instruments à vent, et ce n'est que vers la fin qu'il y a un grand point culminant dans le son » (« The piece, a musical description of a hot windless June midday in some wooded place of Southern England, is lyrical throughout. During the greater part of it the strings are occupied in providing a murmurous accompaniment to the pastoral reveries of the various wind instruments, and not until near the end is there any great climax of sound ». Dans une lettre adressée au chef d'orchestre Adrian Boult, il confie : « J'aime beaucoup ce petit bout d'Angleterre méridionale sous le soleil et j'ai pris plaisir à revoir l'orchestration » (« I am rather fond of this little bit of Southern England under the sun and enjoyed revising the orchestration »).